# 御间城姬
御間城姬（みまきひめ，生卒年不詳）為孝元天皇孫女、大彦命之女，崇神天皇的堂妹和皇后。《古事記》將她記作御真津比賣命，與崇神天皇育有垂仁天皇、彦五十狹茅命、國方姬命、千千衝倭姬命、倭彥命、五十日鶴彥命等子女。

## 內部連結
- 崇神天皇